# Pomo della discordia

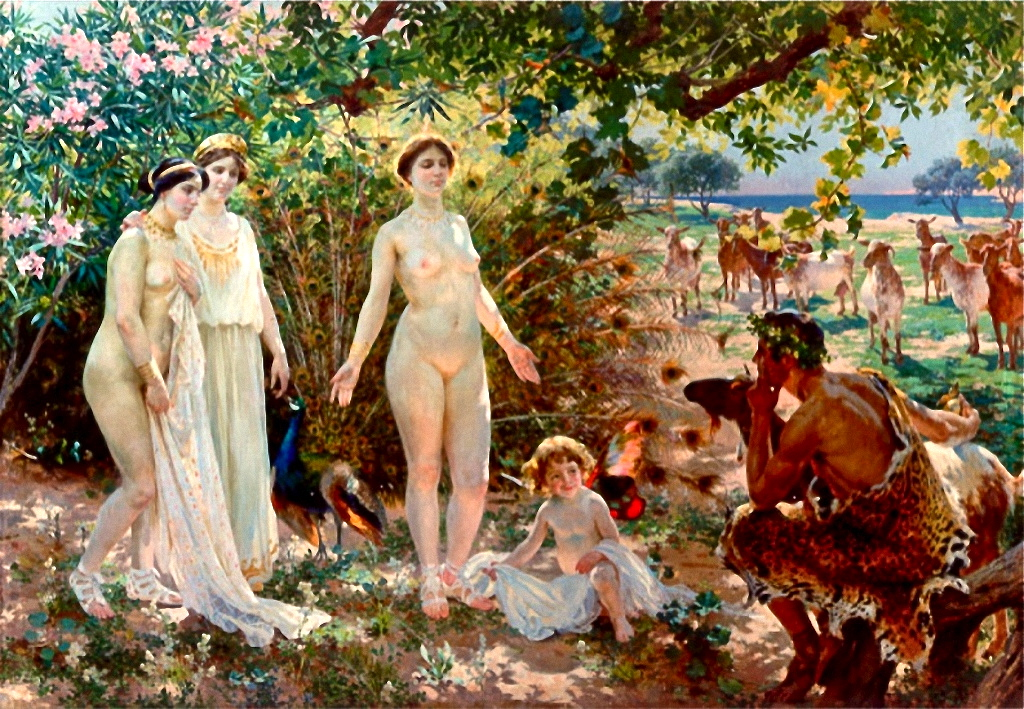
Il giudizio di Paride, dipinto da Enrique Simonet (1904).

Il pomo della discordia o mela della discordia è, secondo il mito, la mela lanciata da Eris, dea della discordia, sul tavolo dove si stava svolgendo il banchetto in onore del matrimonio di Peleo e Teti che causò una lite tra le dee presenti e che condusse, per una serie di eventi, alla Guerra di Troia.
In senso figurato, il pomo della discordia è un oggetto o un fatto che è causa di disaccordo, di contrasto e di lite fra le persone.

## Il pomo d'oro
La dea Eris, furiosa per l'esclusione dal banchetto nuziale, per vendicarsi, incise sulla mela d'oro  presa dal giardino delle Esperidi situato nella parte più occidentale del Nord Africa, probabilmente nell'odierno Marocco, la frase "Alla più bella" e la lanciò non vista, sul tavolo imbandito, causando così una lite furibonda fra Era, regina degli dei, Afrodite, dea della bellezza, e Atena, dea della saggezza.
Le tre dee andarono da Zeus, ma lui si astenne dal pronunciare il giudizio su chi fosse la più bella, perché avrebbe scatenato le ire delle dee "perdenti" in eterno. Zeus decise quindi di affidare il compito ad un mortale. Scelse Paride principe di Troia, perché, come avevano testimoniato eventi passati, il giovane era abile e giusto nel giudicare. 
Le tre dee, per ingraziarsene il giudizio, promisero svariate ricompense: Atena lo avrebbe reso sapiente e imbattibile in guerra, consentendogli di superare ogni guerriero; Era promise ricchezza e poteri immensi, tanto che a un suo gesto interi popoli si sarebbero sottomessi, e tanta gloria che il suo nome sarebbe riecheggiato fino alle stelle; Afrodite gli avrebbe concesso l'amore della donna più bella del mondo. Paride scelse come vincitrice Afrodite ed ottenne così l'amore della donna più bella della terra. La dea dell'amore aiutò quindi Paride a rapire Elena, moglie di Menelao, re di Sparta, e il fatto fu la causa scatenante della guerra di Troia.